# Etlingera yunnanensis
Etlingera yunnanensis là một loài thực vật có hoa trong họ Gừng. Loài này được Te Ling Wu và Sen Jen Chen mô tả khoa học đầu tiên năm 1978 dưới danh pháp Achasma yunnanense. Năm 1986, Rosemary Margaret Smith chuyển nó sang chi Etlingera.